# Feldwirtschaft
Unter Feldwirtschaft fasst man in der Landwirtschaft die  Pflanzenproduktion auf offenen Fluren zusammen.
Die Feldwirtschaft umfasst:
- den Ackerbau, bei dem der Kulturboden umgebrochen wird
- die Grünlandwirtschaft, bei der nur die Vegetation geerntet wird (zur Grünlandwirtschaft zählt aber auch die Weidewirtschaft, die nicht zur Feldwirtschaft zählt)
- den gartenbaulichen Feldbau (extensiver Gartenbau)

und zahlreiche Sonderformen (wie die Feldgraswirtschaft als Mischform in Wechselkultur, oder den Ackerfutterbau als ackerbaulichen Anbau von Futtergräsern)
Die Nutzpflanzen und Ernte des Feldbaus werden unter Feldfrucht zusammengefasst.
Felderwirtschaft darf nicht mit Feldwirtschaft verwechselt werden; hierbei handelt es sich um Fruchtfolgesysteme.